# 1607
1607 (MDCVII) fue un año común comenzado en lunes según el calendario gregoriano.

## Acontecimientos
- 19 de enero: en España, el secretario de Estado, Pedro Franqueza, es detenido, acusado de cohecho, fraude y falsificación.
- 25 de abril: en Gibraltar (España), la flota de las Provincias Unidas de los Países Bajos destruye la flota española en la batalla de Gibraltar.
- En Estados Unidos, colonos ingleses fundan la aldea de Jamestown, el primer asentamiento inglés en ese país.
- En el Río de la Plata, el conquistador español Hernandarias introduce ganado en la «Banda de los Charrúas (actual territorio de la República de Uruguay), a la que considera «tierra de ningún provecho».

## Arte y literatura
- 24 de febrero: en el Palacio Ducal de Mantua (Italia), Claudio Monteverdi estrena su ópera La fávola d’Orfeo.
- Rubens: La circuncisión.

## Nacimientos
- 1 de abril: Paula García, hechicera, adivina, encantadora, maga.
- 26 de septiembre: Francesco Cairo, pintor italiano (f. 1665).
- 4 de octubre: Francisco de Rojas Zorrilla, dramaturgo español (f. 1648).
- 24 de octubre: Jan Lievens, pintor neerlandés (f. 1674).
- 26 de noviembre: John Harvard, colono inglés (f. 1638).

## Fallecimientos
- 16 de mayo: Calarcá, cacique pijao.
- 22 de septiembre: Alessandro Allori, pintor manierista italiano (n. 1535).
- 15 de noviembre: Juan de Castellanos, poeta, cronista de la nación pijao y sacerdote español (n. 1522).
- Giovanni María Nanino, compositor italiano (n. 1544).